# گیریش کاساراوالی
گیریش کاساراوالی (انگلیسی: Girish Kasaravalli؛ زادهٔ ۳ دسامبر ۱۹۵۰) کارگردان فیلم، تهیه‌کننده فیلم و فیلم‌نامه‌نویس اهل هند است.
وی همچنین برندهٔ جوایزی همچون جایزه ملی فیلم و ۳ جایزه فیلم‌فیر جنوب بهترین کارگردانی شده‌است.